# La vida i l'època del jutge Roy Bean
La vida i l'època del jutge Roy Bean (originalment en anglès, The Life and Times of Judge Roy Bean) és una pel·lícula de comèdia de western estatunidenca de 1972 escrita per John Milius, dirigida per John Huston i protagonitzada per Paul Newman. Es va basar lliurement en la vida del jutge Roy Bean. S'ha subtitulat al català.

## Sinopsi
Al segle xix, a l'oest del riu Pecos no hi ha ni llei ni ordre. Roy Bean, un lladre de bancs, mata uns bandits que havien intentat penjar-lo.

## Repartiment
- Paul Newman com el jutge Roy Bean
- Jacqueline Bisset com a Rose Bean
- Tab Hunter com a Sam Dodd
- John Huston com a Grizzly Adams
- Stacy Keach com a Bad Bob
- Roddy McDowall com Frank Gass
- Anthony Perkins com el reverend LaSalle
- Anthony Zerbe com a Hustler
- Ava Gardner com a Lillie Langtry
- Victoria Principal com a Maria Elena
- Ned Beatty com a Tector Crites
- Jim Burk com a Big Bart Jackson
- Matt Clark com a Nick the Grub
- Billy Pearson com a cap d'estació
- Bill McKinney com a Fermel Parlee
- Steve Kanaly com a Lucky Jim
- Michael Sarrazin com el marit de la Rose